# Kazimierz Papée

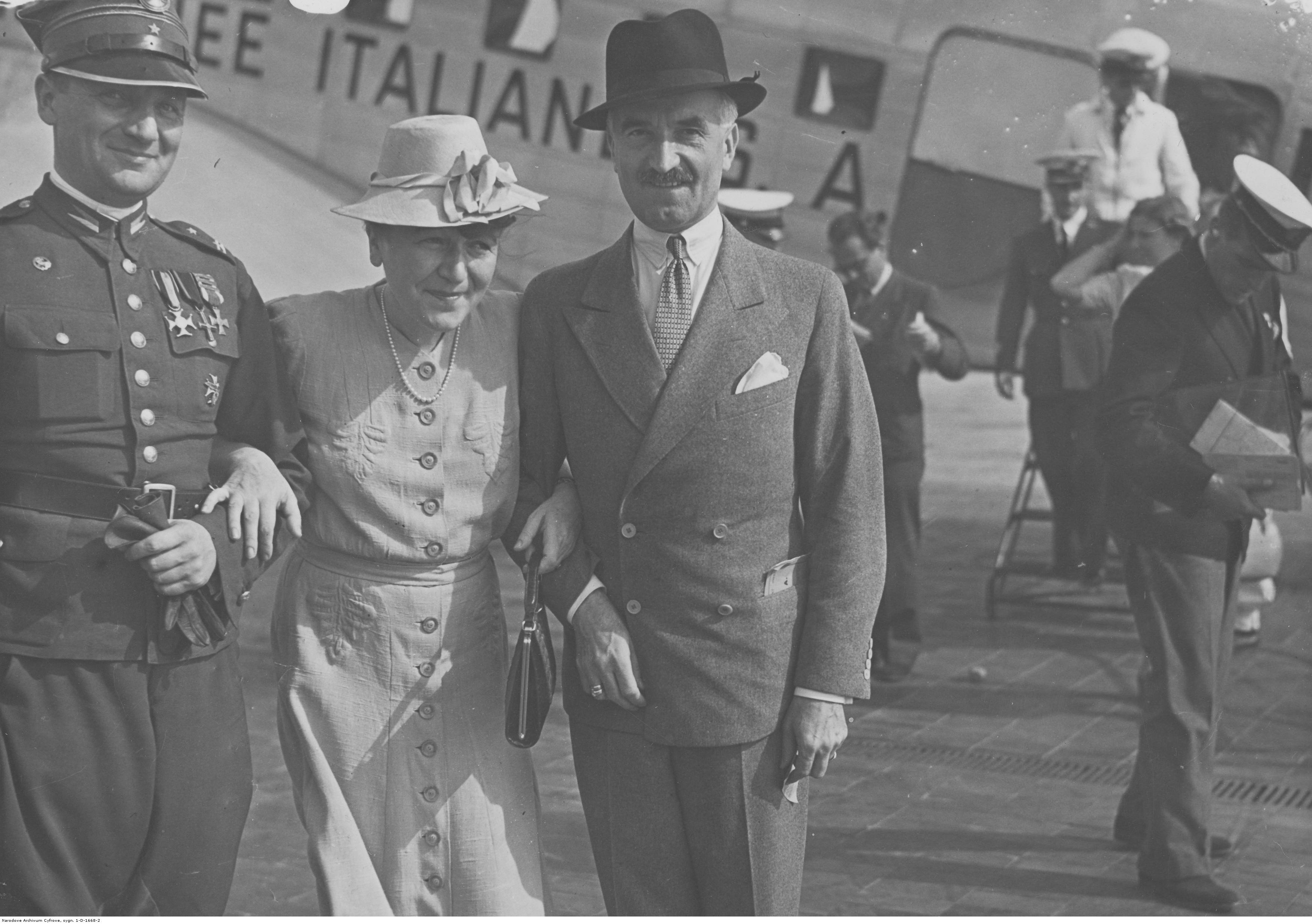
Przyjazd do Warszawy ambasadora RP w Watykanie Kazimierza Papée. Na płycie lotniska w towarzystwie żony Leonii i jej brata majora Henryka Dobrzańskiego

Kazimierz Papée vel Kazimierz Nienburg-Papée (ur. 10 stycznia 1889 we Lwowie, zm. 19 stycznia 1979 w Rzymie) – polski dyplomata, Komisarz Generalny Rzeczypospolitej Polskiej w Wolnym Mieście Gdańsku w latach 1932–1936, poseł w Czechosłowacji od 1936 do 1939, ambasador przy Stolicy Apostolskiej w latach 1939–1958, doktor prawa, kapral Legionów Polskich.

## Życiorys
Urodził się w rodzinie Fryderyka i Władysławy, córki poety Władysława Anczyca. Był starszym bratem Adama (1895–1990), także legionisty.
Ukończył studia prawnicze na Uniwersytecie Jagiellońskim i uzyskał stopień naukowy doktora. Podczas I wojny światowej, w latach 1915–1916, służył w Legionach. Był kapralem w 2 pułku ułanów. 12 sierpnia 1916 roku został zwolniony z Legionów Polskich „na czas nieograniczony celem podjęcia służby w wojskowym zarządzie Królestwa Polskiego”.
Po odzyskaniu niepodległości przez Polskę wstąpił do służby dyplomatycznej i rozpoczął pracę w ministerstwie na stanowisku referenta. Od 1 kwietnia 1920 Kazimierz Papée pracował w poselstwie RP w Hadze jako sekretarz legacyjny I klasy, następnie od 8 kwietnia 1922 pełnił analogiczną funkcję w poselstwie przy rządzie niemieckim w Berlinie. Po powrocie do ministerstwa w 1923 był zastępcą kierownika Departamentu Politycznego i awansował na stopień radcy legacyjnego II klasy. W dniu 14 stycznia 1924 objął funkcję chargé d’affaires w poselstwie w Kopenhadze. Poselstwem tym kierował do 1 grudnia 1924, po czym powrócił do MSZ na stanowisko zastępcy naczelnika Wydziału Politycznego. Po śmierci posła Józefa Wierusz-Kowalskiego, od 1 stycznia 1928 do 25 października 1928 chargé d’affaires w Turcji, uzyskał awans na stopień radcy legacyjnego I klasy. Pomiędzy 15 stycznia a 29 kwietnia 1929 chargé d’affaires w Estonii. Następnie, w dniu 16 lipca 1929, otrzymał stanowisko konsula generalnego w Królewcu.
Został zweryfikowany w stopniu porucznika ze starszeństwem z 1 czerwca 1919 roku w korpusie oficerów rezerwy kawalerii. W 1922 roku posiadał przydział w rezerwie do 2 pułku Ułanów Grochowskich w Suwałkach. W 1923 roku posiadał przydział w rezerwie do 2 pułku Szwoleżerów Rokitniańskich w Bielsku.
25 lutego 1932 Kazimierz Papée został powołany na Komisarza Generalnego RP w Wolnym Mieście Gdańsku z tytułem posła nadzwyczajnego i ministra pełnomocnego III klasy. Po stabilizacji stosunków polsko-gdańskich, za czasów Henryka Strasburgera, urzędowanie nowego Komisarza rozpoczęło się od ponownego zaostrzenia polskiej polityki wobec Wolnego Miasta. Jego symbolem stał się incydent z ORP Wicher w czerwcu 1932. Pełnienie funkcji Komisarza przez Papée przypadło na trudny okres w stosunkach polsko-gdańskich, naznaczony wzrostem wpływów NSDAP na Wolne Miasto i koniecznością walki o utrzymanie praw Polski i Polaków. Niekorzystną sytuację pogarszał także upadek autorytetu Ligi Narodów i jej Wysokiego Komisarza.
W ocenie współczesnych Kazimierz Papée nie przejawiał samodzielności i był ścisłym wykonawcą poleceń ówczesnego ministra Józefa Becka, który los stosunków Polski z Gdańskiem uzależniał od sytuacji między Polską a III Rzeszą. Oficjalnie został odwołany z tego stanowiska 15 grudnia 1936 i przekazał je, 30 grudnia 1936, swojemu następcy Marianowi Chodackiemu. W dniu 31 grudnia tego roku władze Wolnego Miasta urządziły na jego cześć pożegnalny obiad.
Od 15 grudnia 1936 był Posłem Nadzwyczajnym i Ministrem Pełnomocnym w Czechosłowacji. Funkcję pełnił aż do rozpadu tego państwa w marcu 1939, później przez krótki okres ponownie pracował w Ministerstwie. Od 15 lipca 1939 do końca grudnia 1958 był ambasadorem Rzeczypospolitej Polskiej przy Stolicy Apostolskiej. Po śmierci papieża Piusa XII, gdy nowy papież Jan XXIII odmówił jego akredytacji, sprawował funkcję Administratora Spraw Ambasady RP przy Stolicy Apostolskiej w randze chargé d’affaires ad interim, zaś od wycofania przez Stolicę Apostolską uznania dla Rządu RP na uchodźstwie 19 października 1972 aż do formalnego odwołania z funkcji ambasadora przez Prezydenta RP na uchodźstwie Stanisława Ostrowskiego 24 maja 1976 był jedynie nieoficjalnym przedstawicielem rządu londyńskiego w Watykanie.
Kazimierz Papée był żonaty z Leonią Dobrzańską (1894–1960), córką Henryka i Marii z hr. Lubienieckich, która nosiła imię po swoim pradziadku, znanym pamiętnikarzu hr. Leonie Potockim. Jej bratem był major Henryk Dobrzański ps. „Hubal”. Synem Kazimierza i Leonii był Henryk – klimatolog.

## Ordery i odznaczenia
- Krzyż Komandorski z Gwiazdą Orderu Odrodzenia Polski (10 listopada 1938)[12]
- Krzyż Komandorski Orderu Odrodzenia Polski (10 listopada 1933)[13][14]
- Krzyż Niepodległości (16 września 1931)[15]
- Krzyż Oficerski Orderu Odrodzenia Polski (8 listopada 1930)[13][16]
- Złoty Krzyż Zasługi (15 stycznia 1937)[17]
- Medal Dziesięciolecia Odzyskanej Niepodległości[13]
- Odznaka Honorowa Polskiego Czerwonego Krzyża I stopnia (1935)[18]
- Krzyż Wielki Orderu Gwiazdy Polarnej (Szwecja, 1939)[19]
- Komandor z Gwiazdą Orderu św. Sawy (Jugosławia)[13]
- Komandor z Gwiazdą Orderu Zasługi (Węgry)[13]
- Komandor z Gwiazdą Orderu Danebroga (Dania)[13]
- Komandor Orderu Lwa Białego (Czechosłowacja)[13]
- Komandor Orderu Białej Róży Finlandii (Finlandia)[13]
- Komandor Orderu Gwiazdy Rumunii (Rumunia)[13]
- Oficer Orderu Oranje-Nassau (Holandia)[13]
- Odznaka Honorowa za Zasługi (Austria[13])
- Odznaka Honorowa Olimpijska I klasy (Niemcy, 1938)[20]
- Krzyż Wielki Magistralny Orderu Maltańskiego (SMOM, 1951)[21]

## Upamiętnienie
W 2025 na Papieskim Uniwersytecie Gregoriańskim w Rzymie odsłonięto tablicę ku czci Kazimierza Papée